# Teodor Baranowski
Teodor Baranowski (ur. 7 lutego 1807 w Tyśmienicy, zm. 20 czerwca 1898 w Krakowie), przedsiębiorca, radny miasta Krakowa, prezes Izby Handlowej i Przemysłowej.

## Życiorys
Teodor Baranowski był synem dzierżawcy ziemskiego spod Stanisławowa. Uczył się w gimnazjum w Stanisławowie, brał udział w powstaniu listopadowym. Po jego upadku przeprowadził się do Krakowa, gdzie otworzył zakład krawiecki. Prosperował na tyle dobrze, że w 1849 kupił fabrykę oleju, którą przez długi okres stopniowo rozwijał.
Obok tego prowadził przez większą część swojego życia ożywioną działalność publiczną, zarówno na niwie gospodarczej, jak i samorządowej. Przez wiele lat był aktywnym członkiem krakowskiej Izby Handlowej i Przemysłowej – m.in. pełnił w latach 1874–1896 funkcję jej prezesa. W tym okresie organizacja ta przeżywała okres rozwoju. Baranowski był zaangażowany szczególnie w utworzenie Szkoły Handlowej w Krakowie, w której potem przez długi okres sprawował różne funkcje.
Wśród pełnionych funkcji w samorządzie krakowskim wybija się funkcja radnego miasta Krakowa, którą pełnił w latach 1848–1853 oraz 1866–1892] – a zatem nieustająco przez niemal pół wieku, jako że w latach 1853–1866 rada miejska nie funkcjonowała (Baranowski w tym okresie był członkiem Wydziału Miejskiego, powołanego w miejsce Rady Miasta, w którym działał intensywnie na rzecz przywrócenia samorządu krakowskiego). Jego działalność w Radzie skupiała się przede wszystkim na kwestiach finansowych oraz gospodarczych.
Uczestniczył w pracach licznych komitetów, m.in. organizującego wizytę cesarza Franciszka Józefa w Krakowie w 1880 (był szefem Straży Honorowej Obywatelskiej), obchody 200-lecia odsieczy wiedeńskiej czy komitetu budowy pomnika Adama Mickiewicza w Krakowie.
Działał też w instytucjach kredytowych i ubezpieczeniowych: był współzałożycielem i prezesem rady nadzorczej Towarzystwa Kredytowego Rękodzielników i Przemysłowców, długoletnim członkiem rady nadzorczej Towarzystwa Wzajemnych Ubezpieczeń w Krakowie od 1860 do 1864 (pełnił też tam funkcję zastępcy dyrektora) oraz członkiem Wielkiego Wydziału Komunalnej Kasy Oszczędności Miasta Krakowa.
Należał do Towarzystwa Strzeleckiego (był także jego prezesem), a w 1844 był królem kurkowym.
Był członkiem założycielem Towarzystwa Gimnastycznego „Sokół” w Krakowie.
W 1887 Franciszek Józef I nadał mu szlachectwo.
Pochowany jest na cmentarzu Rakowickim w Krakowie.